# Gante-Wevelgem de 2019
A 81.ª edição da clássica ciclista Gante-Wevelgem (nome oficial em inglês: Gent-Wevelgem in Flanders Fields) foi uma corrida em Bélgica que se celebrou a 31 de março de 2019 com início na cidade de Deinze e final na cidade de Wevelgem sobre um percurso de 251,1 quilómetros.
A corrida fez parte do UCI WorldTour de 2019, calendário ciclístico de máximo nível mundial, sendo a décimo segunda corrida de dito circuito. O vencedor final foi o norueguês Alexander Kristoff do UAE Emirates seguido do alemão John Degenkolb do Trek-Segafredo e o belga Oliver Naesen do AG2R La Mondiale.

## Percorrido
A Gante-Wevelgem dispôs de um percurso total de 251,1 quilómetros com 10 cotas, igual que a edição anterior, no entanto, mantendo seu mesmo percurso, esta corrida fazia parte do calendário de clássicas de pavé onde os primeiros 140 km não têm muita dificuldade. Os últimos 100 km concentraram 10 subidas, onde se destacava os muros do Baneberg e o Kemmelberg, antes de dirigir à meta em Wevelgem num curso completamente plana.
| Número | Nome                  | Km    |
| ------ | --------------------- | ----- |
| 1      | Catsberg              | 137,8 |
| 2      | Kokereelberg          | 141,4 |
| 3      | Vert Mont             | 143,7 |
| 4      | Côte du Ravel Put     | 145,9 |
| 5      | Côte da Blanchisserie | 151,1 |
| 6      | Baneberg              | 168,8 |
| 7      | Kemmelberg            | 176,8 |
| 8      | Monteberg             | 180,8 |
| 9      | Baneberg              | 212,6 |
| 10     | Kemmelberg            | 217,2 |

## Equipas participantes
Tomaram parte na corrida 25 equipas: 18 de categoria UCI WorldTeam; e 7 de categoria Profissional Continental. Formando assim um pelotão de 175 ciclistas dos que acabaram 78. As equipas participantes foram:
| Equipes WorldTeam (18)- Bora-hansgrohe - Deceuninck-Quick Step - Lotto Soudal - AG2R La Mondiale - Astana - Bahrain-Merida - CCC Team - EF Education First - Groupama-FDJ - Mitchelton-Scott - Movistar Team - Dimension Data - Team Jumbo-Visma - Katusha-Alpecin - Sky - Team Sunweb - Trek-Segafredo - UAE Team Emirates Equipes profissionais Continentais (7)- Corendon-Circus - Wanty-Groupe Gobert - Sport Vlaanderen-Baloise - Wallonie Bruxelles - Cofidis, Solutions Crédits - Direct Énergie - Roompot-Charles |
| |

## Classificações finais
- As classificações finalizaram da seguinte forma:[5]

### Classificação geral
| \| Classificação geral \| Classificação geral \| Classificação geral \| Classificação geral \| Classificação geral \| \| Ciclista \| Ciclista \| Equipe \| Tempo \| \| \| ------------------- \| -------------------- \| ------------------- \| ------------------- \| ------------------- \| \| 1. \| Alexander Kristoff \| UAE Team Emirates \| 5h26m04s \| \| \| 2. \| John Degenkolb \| Trek-Segafredo \| + 0s \| \| \| 3. \| Oliver Naesen \| AG2R La Mondiale \| + 0s \| \| \| 4. \| Mathieu van der Poel \| Corendon-Circus \| + 0s \| \| \| 5. \| Danny van Poppel \| Team Jumbo-Visma \| + 0s \| \| \| 6. \| Adrien Petit \| Direct Énergie \| + 0s \| \| \| 7. \| Matteo Trentin \| Mitchelton-Scott \| + 0s \| \| \| 8. \| Rüdiger Selig \| Bora-Hansgrohe \| + 0s \| \| \| 9. \| Matej Mohorič \| Bahrain-Merida \| + 0s \| \| \| 10. \| Jens Debusschere \| Katusha-Alpecin \| + 0s \| \| |                      |                   |          |
| |                      |                   |          |
| Fonte: ProCyclingStats |                      |                   |          |
| Classificação geral |                      |                   |          |
| Ciclista | Ciclista             | Equipe            | Tempo    |
| 1. | Alexander Kristoff   | UAE Team Emirates | 5h26m04s |
| 2. | John Degenkolb       | Trek-Segafredo    | + 0s     |
| 3. | Oliver Naesen        | AG2R La Mondiale  | + 0s     |
| 4. | Mathieu van der Poel | Corendon-Circus   | + 0s     |
| 5. | Danny van Poppel     | Team Jumbo-Visma  | + 0s     |
| 6. | Adrien Petit         | Direct Énergie    | + 0s     |
| 7. | Matteo Trentin       | Mitchelton-Scott  | + 0s     |
| 8. | Rüdiger Selig        | Bora-Hansgrohe    | + 0s     |
| 9. | Matej Mohorič        | Bahrain-Merida    | + 0s     |
| 10. | Jens Debusschere     | Katusha-Alpecin   | + 0s     |

## Ciclistas participantes e posições finais
| Bora-Hansgrohe BOH | Bora-Hansgrohe BOH               | Bora-Hansgrohe BOH |
| ------------------ | -------------------------------- | ------------------ |
| Num                | Ciclista                         | Pos                |
| 1                  | Peter Sagan (SVK) (estrada)      | 32.                |
| 2                  | Maciej Bodnar (POL)              | DNF                |
| 3                  | Marcus Burghardt (GER)           | 69.                |
| 4                  | Michaek Schwarzmann (GER)        | DNF                |
| 5                  | Daniel Oss (ITA)                 | DNF                |
| 6                  | Pascal Ackermann (GER) (estrada) | DNF                |
| 7                  | Rüdiger Selig (GER)              | 8.                 |

| Deceuninck-Quick Step DQT | Deceuninck-Quick Step DQT     | Deceuninck-Quick Step DQT |
| ------------------------- | ----------------------------- | ------------------------- |
| Num                       | Ciclista                      | Pos                       |
| 11                        | Yves Lampaert (BEL) (estrada) | 77.                       |
| 12                        | Philippe Gilbert (BEL)        | 22.                       |
| 13                        | Elia Viviani (ITA) (estrada)  | 19.                       |
| 14                        | Fabio Jakobsen (NED)          | DNF                       |
| 15                        | Maximiliano Richeze (ARG)     | DNF                       |
| 16                        | Tim Declercq (BEL)            | 63.                       |
| 17                        | Zdeněk Štybar (CZE)           | 35.                       |

| Lotto-Soudal LTS | Lotto-Soudal LTS        | Lotto-Soudal LTS |
| ---------------- | ----------------------- | ---------------- |
| Num              | Ciclista                | Pos              |
| 21               | Tiesj Benoot (BEL)      | 13.              |
| 22               | Adam Blythe (GBR)       | DNF              |
| 23               | Jens Keukeleire (BEL)   | 15.              |
| 24               | Frederik Frison (BEL)   | DNF              |
| 25               | Nikolas Maes (BEL)      | 53.              |
| 26               | Lawrence Naesen (BEL)   | DNF              |
| 27               | Brian van Goethem (NED) | DNF              |

| AG2R La Mondiale ALM | AG2R La Mondiale ALM               | AG2R La Mondiale ALM |
| -------------------- | ---------------------------------- | -------------------- |
| Num                  | Ciclista                           | Pos                  |
| 31                   | Oliver Naesen (BEL)                | 3.                   |
| 32                   | Gediminas Bagdonas (LTU) (estrada) | DNF                  |
| 33                   | Nico Denz (GER)                    | 68.                  |
| 34                   | Silvan Dillier (SUI)               | 59.                  |
| 35                   | Julien Duval (FRA)                 | DNF                  |
| 36                   | Clément Venturini (FRA)            | 73.                  |
| 37                   | Stijn Vandenbergh (BEL)            | 62.                  |

| Astana AST | Astana AST               | Astana AST |
| ---------- | ------------------------ | ---------- |
| Num        | Ciclista                 | Pos        |
| 41         | Magnus Cort (DEN)        | DNF        |
| 42         | Davide Ballerini (ITA)   | 43.        |
| 43         | Zhandos Bizhigitov (KAZ) | DNF        |
| 44         | Laurens De Vreese (BEL)  | 52.        |
| 45         | Yevgeniy Gidich (KAZ)    | DNF        |
| 46         | Dmitriy Gruzdev (KAZ)    | DNF        |
| 47         | Hugo Houle (CAN)         | DNF        |

| Bahrain-Merida TBM | Bahrain-Merida TBM            | Bahrain-Merida TBM |
| ------------------ | ----------------------------- | ------------------ |
| Num                | Ciclista                      | Pos                |
| 51                 | Sonny Colbrelli (ITA)         | DNF                |
| 52                 | Iván García Cortina (ESP)     | DNF                |
| 53                 | Heinrich Haussler (AUS)       | DNF                |
| 54                 | Marcel Sieberg (GER)          | DNF                |
| 55                 | Matej Mohorič (SLO) (estrada) | 9.                 |
| 56                 | Luka Pibernik (SLO)           | DNF                |
| 57                 | Jan Tratnik (SLO)             | DNF                |

| CCC Team CPT | CCC Team CPT                   | CCC Team CPT |
| ------------ | ------------------------------ | ------------ |
| Num          | Ciclista                       | Pos          |
| 61           | Greg Van Avermaet (BEL)        | 20.          |
| 62           | Paweł Bernas (POL)             | DNF          |
| 63           | Szymon Sajnok (POL)            | DNF          |
| 64           | Michael Schär (SUI)            | 66.          |
| 65           | Guillaume Van Keirsbulck (BEL) | DNF          |
| 66           | Gijs Van Hoecke (BEL)          | 64.          |
| 67           | Łukasz Wiśniowski (POL)        | DNF          |

| EF Education First EF1 | EF Education First EF1    | EF Education First EF1 |
| ---------------------- | ------------------------- | ---------------------- |
| Num                    | Ciclista                  | Pos                    |
| 71                     | Alberto Bettiol (ITA)     | DNF                    |
| 72                     | Moreno Hofland (NED)      | DNF                    |
| 73                     | Sebastian Langeveld (NED) | 26.                    |
| 74                     | Sacha Modolo (ITA)        | DNF                    |
| 75                     | Logan Owen (USA)          | DNF                    |
| 76                     | Tom Scully (NZL)          | 75.                    |
| 77                     | Julius van den Berg (NED) | DNF                    |

| Groupama-FDJ GFC | Groupama-FDJ GFC          | Groupama-FDJ GFC |
| ---------------- | ------------------------- | ---------------- |
| Num              | Ciclista                  | Pos              |
| 81               | Arnaud Démare (FRA)       | 67.              |
| 82               | Jacopo Guarnieri (ITA)    | DNF              |
| 83               | Ignatas Konovalovas (LTU) | DNF              |
| 84               | Stefan Küng (SUI)         | 16.              |
| 85               | Olivier Le Gac (FRA)      | 49.              |
| 86               | Miles Scotson (AUS)       | DNF              |
| 87               | Ramon Sinkeldam (NED)     | 44.              |

| Mitchelton-Scott MTS | Mitchelton-Scott MTS           | Mitchelton-Scott MTS |
| -------------------- | ------------------------------ | -------------------- |
| Num                  | Ciclista                       | Pos                  |
| 91                   | Matteo Trentin (ITA) (estrada) | 7.                   |
| 92                   | Jack Bauer (NZL)               | 31.                  |
| 93                   | Edoardo Affini (ITA)           | DNF                  |
| 94                   | Christopher Juul-Jensen (DEN)  | 70.                  |
| 95                   | Callum Scotson (AUS)           | DNF                  |
| 96                   | Michael Hepburn (AUS)          | DNF                  |
| 97                   | Luka Mezgec (SLO)              | DNF                  |

| Movistar Team MOV | Movistar Team MOV      | Movistar Team MOV |
| ----------------- | ---------------------- | ----------------- |
| Num               | Ciclista               | Pos               |
| 101               | Jürgen Roelandts (BEL) | 60.               |
| 102               | Jorge Arcas (ESP)      | DNF               |
| 103               | Carlos Barbero (ESP)   | 12.               |
| 104               | Héctor Carretero (ESP) | DNF               |
| 105               | Jaime Castrillo (ESP)  | DNF               |
| 106               | Eduard Prades (ESP)    | DNF               |
| 107               | Jasha Sütterlin (GER)  | 38.               |

| Dimension Data TDD | Dimension Data TDD                | Dimension Data TDD |
| ------------------ | --------------------------------- | ------------------ |
| Num                | Ciclista                          | Pos                |
| 111                | Edvald Boasson Hagen (NOR)        | 56.                |
| 112                | Michael Valgren (DEN)             | DNF                |
| 113                | Lars Bak (DEN)                    | DNF                |
| 114                | Bernhard Eisel (AUT)              | DNF                |
| 115                | Reinardt Janse van Rensburg (RSA) | DNF                |
| 116                | Giacomo Nizzolo (ITA)             | DNF                |
| 117                | Julien Vermote (BEL)              | DNF                |

| Team Jumbo-Visma TJV | Team Jumbo-Visma TJV        | Team Jumbo-Visma TJV |
| -------------------- | --------------------------- | -------------------- |
| Num                  | Ciclista                    | Pos                  |
| 121                  | Wout van Aert (BEL)         | 29.                  |
| 122                  | Pascal Eenkhoorn (NED)      | 46.                  |
| 123                  | Amund Grøndahl Jansen (NOR) | 24.                  |
| 124                  | Maarten Wynants (BEL)       | 30.                  |
| 125                  | Mike Teunissen (NED)        | 25.                  |
| 126                  | Taco van der Hoorn (NED)    | DNF                  |
| 127                  | Danny van Poppel (NED)      | 5.                   |

| Katusha-Alpecin TKA | Katusha-Alpecin TKA        | Katusha-Alpecin TKA |
| ------------------- | -------------------------- | ------------------- |
| Num                 | Ciclista                   | Pos                 |
| 131                 | Jens Debusschere (BEL)     | 10.                 |
| 132                 | Harry Tanfield (GBR)       | DNF                 |
| 133                 | Marco Haller (AUT)         | 27.                 |
| 134                 | Viacheslav Kuznetsov (RUS) | 65.                 |
| 135                 | Reto Hollenstein (SUI)     | DNF                 |
| 136                 | Mads Würtz (DEN)           | DNF                 |
| 137                 | Willie Smit (RSA)          | DNF                 |

| Team Sky SKY | Team Sky SKY               | Team Sky SKY |
| ------------ | -------------------------- | ------------ |
| Num          | Ciclista                   | Pos          |
| 141          | Gianni Moscon (ITA)        | 76.          |
| 142          | Leonardo Basso (ITA)       | DNF          |
| 143          | Filippo Ganna (ITA)        | DNF          |
| 144          | Kristoffer Halvorsen (NOR) | 55.          |
| 145          | Christopher Lawless (GBR)  | DNF          |
| 146          | Luke Rowe (GBR)            | 18.          |
| 147          | Ian Stannard (GBR)         | 74.          |

| Team Sunweb SUN | Team Sunweb SUN              | Team Sunweb SUN |
| --------------- | ---------------------------- | --------------- |
| Num             | Ciclista                     | Pos             |
| 151             | Søren Kragh Andersen (DEN)   | 11.             |
| 152             | Casper Pedersen (DEN)        | DNF             |
| 153             | Cees Bol (NED)               | 45.             |
| 154             | Roy Curvers (NED)            | DNF             |
| 155             | Florian Stork (GER)          | DNF             |
| 156             | Max Walscheid (GER)          | 51.             |
| 157             | Asbjørn Kragh Andersen (DEN) | DNF             |

| Trek-Segafredo TFS | Trek-Segafredo TFS   | Trek-Segafredo TFS |
| ------------------ | -------------------- | ------------------ |
| Num                | Ciclista             | Pos                |
| 161                | John Degenkolb (GER) | 2.                 |
| 162                | Koen de Kort (NED)   | DNF                |
| 163                | Alex Frame (NZL)     | DNF                |
| 164                | Mads Pedersen (DEN)  | 33.                |
| 165                | Kiel Reijnen (USA)   | DNF                |
| 166                | Jasper Stuyven (BEL) | 17.                |
| 167                | Edward Theuns (BEL)  | 37.                |

| UAE Team Emirates UAD | UAE Team Emirates UAD                | UAE Team Emirates UAD |
| --------------------- | ------------------------------------ | --------------------- |
| Num                   | Ciclista                             | Pos                   |
| 171                   | Fernando Gaviria (COL)               | 21.                   |
| 172                   | Sven Erik Bystrøm (NOR)              | DNF                   |
| 173                   | Simone Consonni (ITA)                | DNF                   |
| 174                   | Alexander Kristoff (NOR)             | 1.                    |
| 175                   | Vegard Stake Laengen (NOR) (estrada) | 72.                   |
| 176                   | Marco Marcato (ITA)                  | 61.                   |
| 177                   | Oliviero Troia (ITA)                 | DNF                   |

| Corendon-Circus COC | Corendon-Circus COC                  | Corendon-Circus COC |
| ------------------- | ------------------------------------ | ------------------- |
| Num                 | Ciclista                             | Pos                 |
| 181                 | Mathieu van der Poel (NED) (estrada) | 4.                  |
| 182                 | Dries De Bondt (BEL)                 | 58.                 |
| 183                 | Stijn Devolder (BEL)                 | DNF                 |
| 184                 | Lasse Norman Hansen (DEN)            | DNF                 |
| 185                 | Roy Jans (BEL)                       | 40.                 |
| 186                 | Jimmy Janssens (BEL)                 | DNF                 |
| 187                 | Gianni Vermeersch (BEL)              | 28.                 |

| Wanty-Gobert WGG | Wanty-Gobert WGG           | Wanty-Gobert WGG |
| ---------------- | -------------------------- | ---------------- |
| Num              | Ciclista                   | Pos              |
| 191              | Frederik Backaert (BEL)    | DNF              |
| 193              | Aimé De Gendt (BEL)        | DNF              |
| 194              | Tom Devriendt (BEL)        | DNF              |
| 195              | Timothy Dupont (BEL)       | 42.              |
| 196              | Andrea Pasqualon (ITA)     | DNF              |
| 197              | Pieter Vanspeybrouck (BEL) | DNF              |
| 198              | Loïc Vliegen (BEL)         | 54.              |

| Sport Vlaanderen-Baloise SVB | Sport Vlaanderen-Baloise SVB | Sport Vlaanderen-Baloise SVB |
| ---------------------------- | ---------------------------- | ---------------------------- |
| Num                          | Ciclista                     | Pos                          |
| 201                          | Amaury Capiot (BEL)          | DNF                          |
| 202                          | Milan Menten (BEL)           | DNF                          |
| 203                          | Edward Planckaert (BEL)      | 50.                          |
| 204                          | Dries Van Gestel (BEL)       | 36.                          |
| 205                          | Preben Van Hecke (BEL)       | DNF                          |
| 206                          | Kenneth Van Rooy (BEL)       | DNF                          |
| 207                          | Jordi Warlop (BEL)           | DNF                          |

| Wallonie Bruxelles WVA | Wallonie Bruxelles WVA    | Wallonie Bruxelles WVA |
| ---------------------- | ------------------------- | ---------------------- |
| Num                    | Ciclista                  | Pos                    |
| 211                    | Kenny Dehaes (BEL)        | DNF                    |
| 212                    | Justin Jules (FRA)        | DNF                    |
| 213                    | Lionel Taminiaux (BEL)    | DNF                    |
| 214                    | Tom Wirtgen (LUX)         | DNF                    |
| 215                    | Baptiste Planckaert (BEL) | 47.                    |
| 216                    | Franklin Six (BEL)        | 78.                    |
| 217                    | Lukas Spengler (SUI)      | DNF                    |

| Cofidis, Solutions Crédits COF | Cofidis, Solutions Crédits COF | Cofidis, Solutions Crédits COF |
| ------------------------------ | ------------------------------ | ------------------------------ |
| Num                            | Ciclista                       | Pos                            |
| 221                            | Christophe Laporte (FRA)       | 39.                            |
| 222                            | Filippo Fortin (ITA)           | DNF                            |
| 223                            | Damien Touzé (FRA)             | 48.                            |
| 224                            | Geoffrey Soupe (FRA)           | DNF                            |
| 225                            | Bert Van Lerberghe (BEL)       | 71.                            |
| 226                            | Kenneth Vanbilsen (BEL)        | DNF                            |
| 227                            | Zico Waeytens (BEL)            | DNF                            |

| Direct Énergie TDE | Direct Énergie TDE       | Direct Énergie TDE |
| ------------------ | ------------------------ | ------------------ |
| Num                | Ciclista                 | Pos                |
| 231                | Niki Terpstra (NED)      | 23.                |
| 232                | Damien Gaudin (FRA)      | 34.                |
| 233                | Mathieu Burgaudeau (FRA) | DNF                |
| 234                | Pim Ligthart (NED)       | DNF                |
| 235                | Adrien Petit (FRA)       | 6.                 |
| 236                | Simon Sellier (FRA)      | DNF                |
| 237                | Anthony Turgis (FRA)     | 14.                |

| Roompot-Charles ROC | Roompot-Charles ROC        | Roompot-Charles ROC |
| ------------------- | -------------------------- | ------------------- |
| Num                 | Ciclista                   | Pos                 |
| 241                 | Lars Boom (NED)            | 57.                 |
| 242                 | Jesper Asselman (NED)      | DNF                 |
| 243                 | Senne Leysen (BEL)         | DNF                 |
| 244                 | Stijn Steels (BEL)         | DNF                 |
| 245                 | Sjoerd van Ginneken (NED)  | DNF                 |
| 246                 | Boy van Poppel (NED)       | 41.                 |
| 247                 | Jan-Willem van Schip (NED) | DNF                 |

| Bora-Hansgrohe BOH | Bora-Hansgrohe BOH               | Bora-Hansgrohe BOH |
| ------------------ | -------------------------------- | ------------------ |
| Num                | Ciclista                         | Pos                |
| 1                  | Peter Sagan (SVK) (estrada)      | 32.                |
| 2                  | Maciej Bodnar (POL)              | DNF                |
| 3                  | Marcus Burghardt (GER)           | 69.                |
| 4                  | Michaek Schwarzmann (GER)        | DNF                |
| 5                  | Daniel Oss (ITA)                 | DNF                |
| 6                  | Pascal Ackermann (GER) (estrada) | DNF                |
| 7                  | Rüdiger Selig (GER)              | 8.                 |

| Deceuninck-Quick Step DQT | Deceuninck-Quick Step DQT     | Deceuninck-Quick Step DQT |
| ------------------------- | ----------------------------- | ------------------------- |
| Num                       | Ciclista                      | Pos                       |
| 11                        | Yves Lampaert (BEL) (estrada) | 77.                       |
| 12                        | Philippe Gilbert (BEL)        | 22.                       |
| 13                        | Elia Viviani (ITA) (estrada)  | 19.                       |
| 14                        | Fabio Jakobsen (NED)          | DNF                       |
| 15                        | Maximiliano Richeze (ARG)     | DNF                       |
| 16                        | Tim Declercq (BEL)            | 63.                       |
| 17                        | Zdeněk Štybar (CZE)           | 35.                       |

| Lotto-Soudal LTS | Lotto-Soudal LTS        | Lotto-Soudal LTS |
| ---------------- | ----------------------- | ---------------- |
| Num              | Ciclista                | Pos              |
| 21               | Tiesj Benoot (BEL)      | 13.              |
| 22               | Adam Blythe (GBR)       | DNF              |
| 23               | Jens Keukeleire (BEL)   | 15.              |
| 24               | Frederik Frison (BEL)   | DNF              |
| 25               | Nikolas Maes (BEL)      | 53.              |
| 26               | Lawrence Naesen (BEL)   | DNF              |
| 27               | Brian van Goethem (NED) | DNF              |

| AG2R La Mondiale ALM | AG2R La Mondiale ALM               | AG2R La Mondiale ALM |
| -------------------- | ---------------------------------- | -------------------- |
| Num                  | Ciclista                           | Pos                  |
| 31                   | Oliver Naesen (BEL)                | 3.                   |
| 32                   | Gediminas Bagdonas (LTU) (estrada) | DNF                  |
| 33                   | Nico Denz (GER)                    | 68.                  |
| 34                   | Silvan Dillier (SUI)               | 59.                  |
| 35                   | Julien Duval (FRA)                 | DNF                  |
| 36                   | Clément Venturini (FRA)            | 73.                  |
| 37                   | Stijn Vandenbergh (BEL)            | 62.                  |

| Astana AST | Astana AST               | Astana AST |
| ---------- | ------------------------ | ---------- |
| Num        | Ciclista                 | Pos        |
| 41         | Magnus Cort (DEN)        | DNF        |
| 42         | Davide Ballerini (ITA)   | 43.        |
| 43         | Zhandos Bizhigitov (KAZ) | DNF        |
| 44         | Laurens De Vreese (BEL)  | 52.        |
| 45         | Yevgeniy Gidich (KAZ)    | DNF        |
| 46         | Dmitriy Gruzdev (KAZ)    | DNF        |
| 47         | Hugo Houle (CAN)         | DNF        |

| Bahrain-Merida TBM | Bahrain-Merida TBM            | Bahrain-Merida TBM |
| ------------------ | ----------------------------- | ------------------ |
| Num                | Ciclista                      | Pos                |
| 51                 | Sonny Colbrelli (ITA)         | DNF                |
| 52                 | Iván García Cortina (ESP)     | DNF                |
| 53                 | Heinrich Haussler (AUS)       | DNF                |
| 54                 | Marcel Sieberg (GER)          | DNF                |
| 55                 | Matej Mohorič (SLO) (estrada) | 9.                 |
| 56                 | Luka Pibernik (SLO)           | DNF                |
| 57                 | Jan Tratnik (SLO)             | DNF                |

| CCC Team CPT | CCC Team CPT                   | CCC Team CPT |
| ------------ | ------------------------------ | ------------ |
| Num          | Ciclista                       | Pos          |
| 61           | Greg Van Avermaet (BEL)        | 20.          |
| 62           | Paweł Bernas (POL)             | DNF          |
| 63           | Szymon Sajnok (POL)            | DNF          |
| 64           | Michael Schär (SUI)            | 66.          |
| 65           | Guillaume Van Keirsbulck (BEL) | DNF          |
| 66           | Gijs Van Hoecke (BEL)          | 64.          |
| 67           | Łukasz Wiśniowski (POL)        | DNF          |

| EF Education First EF1 | EF Education First EF1    | EF Education First EF1 |
| ---------------------- | ------------------------- | ---------------------- |
| Num                    | Ciclista                  | Pos                    |
| 71                     | Alberto Bettiol (ITA)     | DNF                    |
| 72                     | Moreno Hofland (NED)      | DNF                    |
| 73                     | Sebastian Langeveld (NED) | 26.                    |
| 74                     | Sacha Modolo (ITA)        | DNF                    |
| 75                     | Logan Owen (USA)          | DNF                    |
| 76                     | Tom Scully (NZL)          | 75.                    |
| 77                     | Julius van den Berg (NED) | DNF                    |

| Groupama-FDJ GFC | Groupama-FDJ GFC          | Groupama-FDJ GFC |
| ---------------- | ------------------------- | ---------------- |
| Num              | Ciclista                  | Pos              |
| 81               | Arnaud Démare (FRA)       | 67.              |
| 82               | Jacopo Guarnieri (ITA)    | DNF              |
| 83               | Ignatas Konovalovas (LTU) | DNF              |
| 84               | Stefan Küng (SUI)         | 16.              |
| 85               | Olivier Le Gac (FRA)      | 49.              |
| 86               | Miles Scotson (AUS)       | DNF              |
| 87               | Ramon Sinkeldam (NED)     | 44.              |

| Mitchelton-Scott MTS | Mitchelton-Scott MTS           | Mitchelton-Scott MTS |
| -------------------- | ------------------------------ | -------------------- |
| Num                  | Ciclista                       | Pos                  |
| 91                   | Matteo Trentin (ITA) (estrada) | 7.                   |
| 92                   | Jack Bauer (NZL)               | 31.                  |
| 93                   | Edoardo Affini (ITA)           | DNF                  |
| 94                   | Christopher Juul-Jensen (DEN)  | 70.                  |
| 95                   | Callum Scotson (AUS)           | DNF                  |
| 96                   | Michael Hepburn (AUS)          | DNF                  |
| 97                   | Luka Mezgec (SLO)              | DNF                  |

| Movistar Team MOV | Movistar Team MOV      | Movistar Team MOV |
| ----------------- | ---------------------- | ----------------- |
| Num               | Ciclista               | Pos               |
| 101               | Jürgen Roelandts (BEL) | 60.               |
| 102               | Jorge Arcas (ESP)      | DNF               |
| 103               | Carlos Barbero (ESP)   | 12.               |
| 104               | Héctor Carretero (ESP) | DNF               |
| 105               | Jaime Castrillo (ESP)  | DNF               |
| 106               | Eduard Prades (ESP)    | DNF               |
| 107               | Jasha Sütterlin (GER)  | 38.               |

| Dimension Data TDD | Dimension Data TDD                | Dimension Data TDD |
| ------------------ | --------------------------------- | ------------------ |
| Num                | Ciclista                          | Pos                |
| 111                | Edvald Boasson Hagen (NOR)        | 56.                |
| 112                | Michael Valgren (DEN)             | DNF                |
| 113                | Lars Bak (DEN)                    | DNF                |
| 114                | Bernhard Eisel (AUT)              | DNF                |
| 115                | Reinardt Janse van Rensburg (RSA) | DNF                |
| 116                | Giacomo Nizzolo (ITA)             | DNF                |
| 117                | Julien Vermote (BEL)              | DNF                |

| Team Jumbo-Visma TJV | Team Jumbo-Visma TJV        | Team Jumbo-Visma TJV |
| -------------------- | --------------------------- | -------------------- |
| Num                  | Ciclista                    | Pos                  |
| 121                  | Wout van Aert (BEL)         | 29.                  |
| 122                  | Pascal Eenkhoorn (NED)      | 46.                  |
| 123                  | Amund Grøndahl Jansen (NOR) | 24.                  |
| 124                  | Maarten Wynants (BEL)       | 30.                  |
| 125                  | Mike Teunissen (NED)        | 25.                  |
| 126                  | Taco van der Hoorn (NED)    | DNF                  |
| 127                  | Danny van Poppel (NED)      | 5.                   |

| Katusha-Alpecin TKA | Katusha-Alpecin TKA        | Katusha-Alpecin TKA |
| ------------------- | -------------------------- | ------------------- |
| Num                 | Ciclista                   | Pos                 |
| 131                 | Jens Debusschere (BEL)     | 10.                 |
| 132                 | Harry Tanfield (GBR)       | DNF                 |
| 133                 | Marco Haller (AUT)         | 27.                 |
| 134                 | Viacheslav Kuznetsov (RUS) | 65.                 |
| 135                 | Reto Hollenstein (SUI)     | DNF                 |
| 136                 | Mads Würtz (DEN)           | DNF                 |
| 137                 | Willie Smit (RSA)          | DNF                 |

| Team Sky SKY | Team Sky SKY               | Team Sky SKY |
| ------------ | -------------------------- | ------------ |
| Num          | Ciclista                   | Pos          |
| 141          | Gianni Moscon (ITA)        | 76.          |
| 142          | Leonardo Basso (ITA)       | DNF          |
| 143          | Filippo Ganna (ITA)        | DNF          |
| 144          | Kristoffer Halvorsen (NOR) | 55.          |
| 145          | Christopher Lawless (GBR)  | DNF          |
| 146          | Luke Rowe (GBR)            | 18.          |
| 147          | Ian Stannard (GBR)         | 74.          |

| Team Sunweb SUN | Team Sunweb SUN              | Team Sunweb SUN |
| --------------- | ---------------------------- | --------------- |
| Num             | Ciclista                     | Pos             |
| 151             | Søren Kragh Andersen (DEN)   | 11.             |
| 152             | Casper Pedersen (DEN)        | DNF             |
| 153             | Cees Bol (NED)               | 45.             |
| 154             | Roy Curvers (NED)            | DNF             |
| 155             | Florian Stork (GER)          | DNF             |
| 156             | Max Walscheid (GER)          | 51.             |
| 157             | Asbjørn Kragh Andersen (DEN) | DNF             |

| Trek-Segafredo TFS | Trek-Segafredo TFS   | Trek-Segafredo TFS |
| ------------------ | -------------------- | ------------------ |
| Num                | Ciclista             | Pos                |
| 161                | John Degenkolb (GER) | 2.                 |
| 162                | Koen de Kort (NED)   | DNF                |
| 163                | Alex Frame (NZL)     | DNF                |
| 164                | Mads Pedersen (DEN)  | 33.                |
| 165                | Kiel Reijnen (USA)   | DNF                |
| 166                | Jasper Stuyven (BEL) | 17.                |
| 167                | Edward Theuns (BEL)  | 37.                |

| UAE Team Emirates UAD | UAE Team Emirates UAD                | UAE Team Emirates UAD |
| --------------------- | ------------------------------------ | --------------------- |
| Num                   | Ciclista                             | Pos                   |
| 171                   | Fernando Gaviria (COL)               | 21.                   |
| 172                   | Sven Erik Bystrøm (NOR)              | DNF                   |
| 173                   | Simone Consonni (ITA)                | DNF                   |
| 174                   | Alexander Kristoff (NOR)             | 1.                    |
| 175                   | Vegard Stake Laengen (NOR) (estrada) | 72.                   |
| 176                   | Marco Marcato (ITA)                  | 61.                   |
| 177                   | Oliviero Troia (ITA)                 | DNF                   |

| Corendon-Circus COC | Corendon-Circus COC                  | Corendon-Circus COC |
| ------------------- | ------------------------------------ | ------------------- |
| Num                 | Ciclista                             | Pos                 |
| 181                 | Mathieu van der Poel (NED) (estrada) | 4.                  |
| 182                 | Dries De Bondt (BEL)                 | 58.                 |
| 183                 | Stijn Devolder (BEL)                 | DNF                 |
| 184                 | Lasse Norman Hansen (DEN)            | DNF                 |
| 185                 | Roy Jans (BEL)                       | 40.                 |
| 186                 | Jimmy Janssens (BEL)                 | DNF                 |
| 187                 | Gianni Vermeersch (BEL)              | 28.                 |

| Wanty-Gobert WGG | Wanty-Gobert WGG           | Wanty-Gobert WGG |
| ---------------- | -------------------------- | ---------------- |
| Num              | Ciclista                   | Pos              |
| 191              | Frederik Backaert (BEL)    | DNF              |
| 193              | Aimé De Gendt (BEL)        | DNF              |
| 194              | Tom Devriendt (BEL)        | DNF              |
| 195              | Timothy Dupont (BEL)       | 42.              |
| 196              | Andrea Pasqualon (ITA)     | DNF              |
| 197              | Pieter Vanspeybrouck (BEL) | DNF              |
| 198              | Loïc Vliegen (BEL)         | 54.              |

| Sport Vlaanderen-Baloise SVB | Sport Vlaanderen-Baloise SVB | Sport Vlaanderen-Baloise SVB |
| ---------------------------- | ---------------------------- | ---------------------------- |
| Num                          | Ciclista                     | Pos                          |
| 201                          | Amaury Capiot (BEL)          | DNF                          |
| 202                          | Milan Menten (BEL)           | DNF                          |
| 203                          | Edward Planckaert (BEL)      | 50.                          |
| 204                          | Dries Van Gestel (BEL)       | 36.                          |
| 205                          | Preben Van Hecke (BEL)       | DNF                          |
| 206                          | Kenneth Van Rooy (BEL)       | DNF                          |
| 207                          | Jordi Warlop (BEL)           | DNF                          |

| Wallonie Bruxelles WVA | Wallonie Bruxelles WVA    | Wallonie Bruxelles WVA |
| ---------------------- | ------------------------- | ---------------------- |
| Num                    | Ciclista                  | Pos                    |
| 211                    | Kenny Dehaes (BEL)        | DNF                    |
| 212                    | Justin Jules (FRA)        | DNF                    |
| 213                    | Lionel Taminiaux (BEL)    | DNF                    |
| 214                    | Tom Wirtgen (LUX)         | DNF                    |
| 215                    | Baptiste Planckaert (BEL) | 47.                    |
| 216                    | Franklin Six (BEL)        | 78.                    |
| 217                    | Lukas Spengler (SUI)      | DNF                    |

| Cofidis, Solutions Crédits COF | Cofidis, Solutions Crédits COF | Cofidis, Solutions Crédits COF |
| ------------------------------ | ------------------------------ | ------------------------------ |
| Num                            | Ciclista                       | Pos                            |
| 221                            | Christophe Laporte (FRA)       | 39.                            |
| 222                            | Filippo Fortin (ITA)           | DNF                            |
| 223                            | Damien Touzé (FRA)             | 48.                            |
| 224                            | Geoffrey Soupe (FRA)           | DNF                            |
| 225                            | Bert Van Lerberghe (BEL)       | 71.                            |
| 226                            | Kenneth Vanbilsen (BEL)        | DNF                            |
| 227                            | Zico Waeytens (BEL)            | DNF                            |

| Direct Énergie TDE | Direct Énergie TDE       | Direct Énergie TDE |
| ------------------ | ------------------------ | ------------------ |
| Num                | Ciclista                 | Pos                |
| 231                | Niki Terpstra (NED)      | 23.                |
| 232                | Damien Gaudin (FRA)      | 34.                |
| 233                | Mathieu Burgaudeau (FRA) | DNF                |
| 234                | Pim Ligthart (NED)       | DNF                |
| 235                | Adrien Petit (FRA)       | 6.                 |
| 236                | Simon Sellier (FRA)      | DNF                |
| 237                | Anthony Turgis (FRA)     | 14.                |

| Roompot-Charles ROC | Roompot-Charles ROC        | Roompot-Charles ROC |
| ------------------- | -------------------------- | ------------------- |
| Num                 | Ciclista                   | Pos                 |
| 241                 | Lars Boom (NED)            | 57.                 |
| 242                 | Jesper Asselman (NED)      | DNF                 |
| 243                 | Senne Leysen (BEL)         | DNF                 |
| 244                 | Stijn Steels (BEL)         | DNF                 |
| 245                 | Sjoerd van Ginneken (NED)  | DNF                 |
| 246                 | Boy van Poppel (NED)       | 41.                 |
| 247                 | Jan-Willem van Schip (NED) | DNF                 |

Convenções:
- AB-N: Abandono na corrida
- FLT-N: Retiro por chegada fora do limite de tempo na corrida
- NTS-N: Não tomou a saída para a corrida
- DES-N: Desclassificado ou expulsado na corrida

## UCI World Ranking
A Gante-Wevelgem outorgou pontos para o UCI World Ranking para corredores das equipas nas categorias UCI WorldTeam, Profissional Continental e Equipas Continentais. As seguintes tabelas são o barómetro de pontuação e os 10 corredores que obtiveram mais pontos:
| Posição             | 1.º | 2.º | 3.º | 4.º | 5.º | 6.º | 7.º | 8.º | 9.º | 10.º | 11.º | 12.º | 13.º | 14.º | 15.º | 16.º-20.º | 21.º-30.º | 31.º-50.º | 51.º-55.º | 56.º-60.º |
| Classificação geral | 500 | 400 | 325 | 275 | 225 | 175 | 150 | 125 | 100 | 85   | 70   | 60   | 50   | 40   | 35   | 30        | 20        | 10        | 5         | 3         |

| Classificação |                      |                  |        |
| Ciclista      | Ciclista             | Equipa           | Pontos |
| ------------- | -------------------- | ---------------- | ------ |
| 1.º           | Alexander Kristoff   | UAE Emirates     | 500    |
| 2.º           | John Degenkolb       | Trek-Segafredo   | 400    |
| 3.º           | Oliver Naesen        | AG2R La Mondiale | 325    |
| 4.º           | Mathieu van der Poel | Corendon-Circus  | 275    |
| 5.º           | Danny van Poppel     | Jumbo-Visma      | 225    |
| 6.º           | Adrien Petit         | Direct Énergie   | 175    |
| 7.º           | Matteo Trentin       | Mitchelton-Scott | 150    |
| 8.º           | Rüdiger Selig        | Bora-Hansgrohe   | 125    |
| 9.º           | Matej Mohorič        | Bahrain Merida   | 100    |
| 10.º          | Jens Debusschere     | Katusha-Alpecin  | 85     |